# Protoptilum celebense
Protoptilum celebense is een Pennatulaceasoort uit de familie van de Protoptilidae. De wetenschappelijke naam van de soort is voor het eerst geldig gepubliceerd in 1916 door Hickson.